# Microtus oregoni
Microtus oregoni es una especie de roedor de la familia Cricetidae.

## Distribución geográfica
Se encuentra en el Noroeste del Pacífico de América del Norte.